# ليزلي كارلسون
ليزلي كارلسون (بالإنجليزية: Leslie Carlson)‏ مواليد 24 فبراير 1933 في داكوتا الجنوبية، الولايات المتحدة - الوفاة 3 مايو 2014 في تورونتو، هو ممثل أمريكي بدأ مسيرته الفنية عام 1967.

## الأعمال
- الذبابة
- الملفات الغامضة
- قرية السعادة

## وصلات خارجية
- ليزلي كارلسون على موقع IMDb (الإنجليزية)
- ليزلي كارلسون على موقع ألو سيني (الفرنسية)
- ليزلي كارلسون على موقع قاعدة بيانات الفيلم (الإنجليزية)